# Tomkowa
Tomkowa es una localidad del distrito de Świdnica, en el voivodato de Baja Silesia (Polonia). Según el censo de 2011, tiene una población de 293 habitantes.
Está ubicada en el suroeste del país, dentro del término municipal de Jaworzyna Śląska. Perteneció a Alemania hasta 1945.